# 劉濟 (唐朝)
劉濟（757年—810年8月20日），字济之，唐朝将领，贞元三年（787年）接替其父刘怦任卢龙节度使，元和五年（810年）奉诏对相邻的成德（军部在今河北省正定县）作战时，被其子刘总毒杀。

## 生平

### 早年
刘济出生在安史之乱间的至德二年（757年），家乡范阳被叛军燕军占领，随后又被唐肃宗收复。刘济至少有两个弟弟劉澭和劉源，其中刘澭与他异母。广德元年（763年），燕军败亡，范阳被改名为卢龙，名义上重归朝廷，实则先后被李怀仙、朱希彩割据。大历七年（772年），朱希彩被杀，刘怦的表弟朱泚取而代之，刘怦先后在朱泚和其弟朱滔帐下效力。
刘济出生时，其母难产，生下来后，侍者初见他是一条大蛇，黑气勃勃，都惊逃。长大后，也和一般儿童很不一样。所住的房子着火了，人们都惊慌救火，刘济却从容而出，众人异之。
刘济年轻时曾去长安，中进士。累历卢龙军州县长官。贞元元年（785年），朱滔去世，刘怦继任。刘怦以刘济兼御史中丞，充行军司马。兴元初年，刘济又以太子家令为莫州（在今河北沧州）刺史。《宝刻丛编》卷六莫州条引《诸道石刻录》有《唐刺史刘君德政碑》，或即刘济。当年，刘怦病倒，在他身边的劉澭很快从莫州召回刘济，支持他继任。刘怦请以刘济权知军州事，在位的唐德宗准了，任刘济为权知幽州卢龙军府事。九月，刘怦去世，刘济继任，为幽州大都督府长史、兼御史大夫、幽州卢龙节度观察、押奚契丹两蕃等使。

### 任节度使
刘济丁父忧。贞元三年（808年）三月，汴宋节度使刘玄佐卒。子刘士宁图谋继立，遣使通成德节度使王武俊、刘济、魏博节度使田绪，三镇都因刘士宁未受诏，皆扣留其使者。
贞元四年（788年）八月，刘济起复左卫上将军，其余官职如故。
进士李益不得意，北游河朔，刘济辟他为从事，李益曾给刘济写诗，有“不上望京楼”之句。刘济见到在幽州属郡历任郡守的李载义，认为他长身伟干，招致在亲军，随自己征伐。绛州人谭忠来到卢龙军，刘济给他二千人守白狼口，后又让他率渔阳军留范阳。
虽然河朔节度使通常割据不奉法度，但刘济尊重朝廷，经常纳贡，德宗也尊重他，累加检校兵部尚书的荣誉职位。德宗因未能对刘济尽达朝廷倚赖之意，密诏寿州团练使张建封选特达识略之士前往卢龙军对刘济表达此意。张建封强行署幕僚温造为节度参谋，出使幽州。温造话没说完，刘济就俯伏流涕说：“我刘济在远僻的地方，不知天子神圣，大臣忠荩。愿为诸侯之先，效以死节。”贞元五年（789年），迁左仆射，充幽州节度使。但很快，他卷入和弟弟劉澭的争执。他刚继任时，任劉澭为瀛州（在今河北沧州）刺史，并感念其当初奉自己继位，许诺以他为继承人，但很快又任长子劉緄为节度副大使，显然是要让劉緄接班。八年（792年），心怀不满的劉澭擅自通表朝廷，并派遣一千军队。十一月，刘济攻打劉澭。十年（794年）正月，劉澭不敌，弃瀛州，率本部兵一千五百人、男女万馀口逃到长安。刘济又迁检校尚书右仆射。十一年（795年）四月，奚人数次进犯平州，刘济败之于青都山，斩首二万级，奚人又掠北境檀、蓟一带，刘济会合室韦，于室韦川等三处大破奚王啜剌等六万余众，十二月上表奏闻。朝廷贺之。十二年（796年）正月，大批节度使被授予荣衔，刘济被授予同中書門下平章事的宰相荣衔。十六年（800年）七月，时任涿州（在今河北保定）刺史的劉源也反抗哥哥的命令，八月，在涿州被刘济击败俘虏，带到幽州。德宗授刘源官职，征召他到长安。
二十一年（805年），唐顺宗登基后，三月加刘济兼检校司空。
元和元年（806年）六月，唐宪宗在位，刘济被授予更高的宰相荣衔兼侍中。二年（807年）八月，刘济和邻镇成德节度使王士真（王武俊子）、義武（军部在保定）节度使張茂昭因本部兵都豪壮，彼此发生冲突，屡次上表请求加罪彼此。宪宗派給事中房式充幽州成德义武等军宣慰使前往调停。十一月，昭义节度使卢从史私通王士真、刘济，对外献策请求图谋山东，擅自引兵东出。宪宗召他令回昭义军部潞州，卢从史托辞不奉诏，很久才回潞州。
元和初年，乌桓鲜卑数次犯边，刘济率军击退他们，深入千余里，俘虏很多，东北晏然。
四年（809年），作《涿鹿山石经堂记》。当年，王士真去世，宪宗起初并不想遵循德宗先例由其子王承宗继任，直到王承宗许诺将成德的德、棣二州归还朝廷。但王承宗食言，宪宗于是讨伐成德。刘济当时已染病，议者以为朝廷应该趁刘济染病伺机取代。七月，宪宗与宰相李绛等议及此事，也都不希望刘氏父子世袭卢龙军，想在刘济过世后趁机夺取卢龙军。十月，宪宗下诏削夺王承宗官爵，以左神策中尉吐突承璀为左、右神策、河中、河阳、浙西、宣歙等道行营兵马使、招讨处置等使。翰林学士白居易上奏，担忧刘济、张茂昭、河东节度使范希朝、卢从史乃至诸道将校将耻于受吐突承璀指挥，心不齐，功不能立，反而便宜王承宗。很多大臣们也为此进谏，宪宗不得已削承璀四道兵马使，改处置为宣慰。十一月，作为刘济派到魏博（在今河北邯郸）的使者的裨将谭忠成功说服当地节度使田季安不参与此事，回镇后，刘济合诸将商议：“天子知我怨赵（成德军），必命我伐之，赵将要大防备我，奈何？”谭忠想要刺激刘济伐王承宗，赶紧说：“天子不使我伐赵，赵就不防备燕（卢龙军）。”刘济怒，将其下狱。派人侦察成德军，果然不设备。数日后，诏书许刘济不出兵。刘济释放谭忠，道歉相问，谭忠说：“卢从史表面亲燕，其实忌之；表面绝赵，其实私通。他为赵画策说：‘燕倚赵自固，虽甚有怨，必不残害赵，故不足为虞。’赵不防备燕了，卢从史就告诉天子：‘燕、赵有宿怨，现在赵被讨伐却不防备燕，是燕反过来私通赵。’所以天子不派您伐赵，赵也不防备燕。”刘济曰：“怎么办？”谭忠说：“如今天子诛承宗，而燕无一卒渡过易水，正好让潞人（昭义军）卖恩于赵，贩忠于上，则您虽有忠义之心，却得了私通赵的名声，却不被赵感激，徒得恶名于天下。”刘济认为他说得对，五年（810年）正月，率本部七万军攻打成德，当时其余诸军都未到，只有刘济独自奋战，以刘绲部领本道行营兵马打下饶阳（在今河北衡水），破成德军三千人，生擒三百余人，斩首千余级，擒斩将校收获马畜器械等，献俘成德将朝履清等四人，又打下束鹿。朝廷优诏褒之。刘济又作诗四韵上献，以表忠愤之志。又以大将军身份率大军到瀛州，三月，引全军攻围乐寿，久不能下。当月，吐突承璀与行营兵马使李听在都知兵马使乌重胤配合下，擒住私通王承宗、破坏讨伐的卢从史。宪宗嘉奖乌重胤之功，想就授昭义节度使。李绛以为不可，请授乌重胤河阳节度使，以河阳节度使孟元阳为昭义节度使。这时吐突承璀奏已牒乌重胤句当昭义留后，李绛上言，指吐突承璀此举有无君之心，乌重胤作为卢从史的下属将校取代上级，刘济、张茂昭、田季安、横海节度使程执恭、宣武节度使韩弘、淄青节度使李师道等都是有下属将校的人，必然自危，倘若相继上章表陈情，并指吐突承璀专命之罪，宪宗将无以处之，不是愈发犯众怒就是自去朝廷威重。于是宪宗从李绛议。四月，下诏处罚卢从史，并褒奖刘济。刘济攻下乐寿，又攻下博陆等县，五月命次子刘总率兵八千先登安平，六月攻克之并奏捷，前后大献俘获。刘济与程执恭盟好，朝廷嘉奖程执恭。又以破乐寿等功，厚赏刘济，授刘济子刘绍、孙刘景震等四人六品官，赐器仗弓甲刀斧等，刘济皆上谢表。但白居易认为刘济大奸似忠。七月，朝廷因讨伐王承宗无功，在李师道、刘济请求下，不得已归罪卢从史而赦免王承宗。录刘济功，加检校司徒及兼中書令的宰相荣衔。
刘济在卢龙军二十余年，不曾入觐。又累加开府仪同三司、上柱国，封彭城郡王。
他起初让次子刘总为行营都知兵马使随征，劉緄在军部摄留务。当时刘济已在饶阳病倒了。刘总和判官張玘、孔目官成國寶合谋，派人诈称从长安来，称宪宗不满刘济缺乏进展，已用劉緄取代他。第二天，又派人来告：“副大使旌节已至太原。”又使人跑着呼喊：“旌节已过代州。”全军惊骇。刘济震怒，处决了几十个和劉緄相好的大将，召劉緄前来，以张玘兄张皋（刘总岳父）摄留务。刘济一整天没吃饭，渴了要喝水，刘总与刘济亲吏总使吏唐弘实合谋，由唐弘实在粥汤里下毒给他，毒杀刘济，又假借刘济之命杖杀赶到涿州的劉緄，控制了卢龙镇和军队，发丧。朝廷不知内情。宪宗赠刘济太师，废朝三日，赙礼有加，谥“莊武”。

## 家族

### 妻妾
- 夫人张氏，瀛州刺史卢龙军兵马使张懿与妻李氏之女，因刘济之故封蓟国夫人，刘济死后安定局面有功封蓟国太夫人，追赠燕国太夫人。刘济生前舍宅兴建崇效寺，张氏也捐资修葺寺观。

### 子孙
- 长子刘绲
- 次子刘总，母张氏
- 刘约，妻姑臧李氏，有一子三女
  - 刘冰（846年—868年4月16日），字比德，嫡女，京兆府鄠县丞张蔼然妻
- 刘绍

## 墓葬
其墓被发现于北京房山长沟镇坟庄村，曾被误认为“海陵王墓”。2012年8月，刘济墓被考古发掘，其中发现了美丽精细的十二生肖描金墓志以及墓志中的简体字和异体字。